# Deichmannhaus (Kassel)

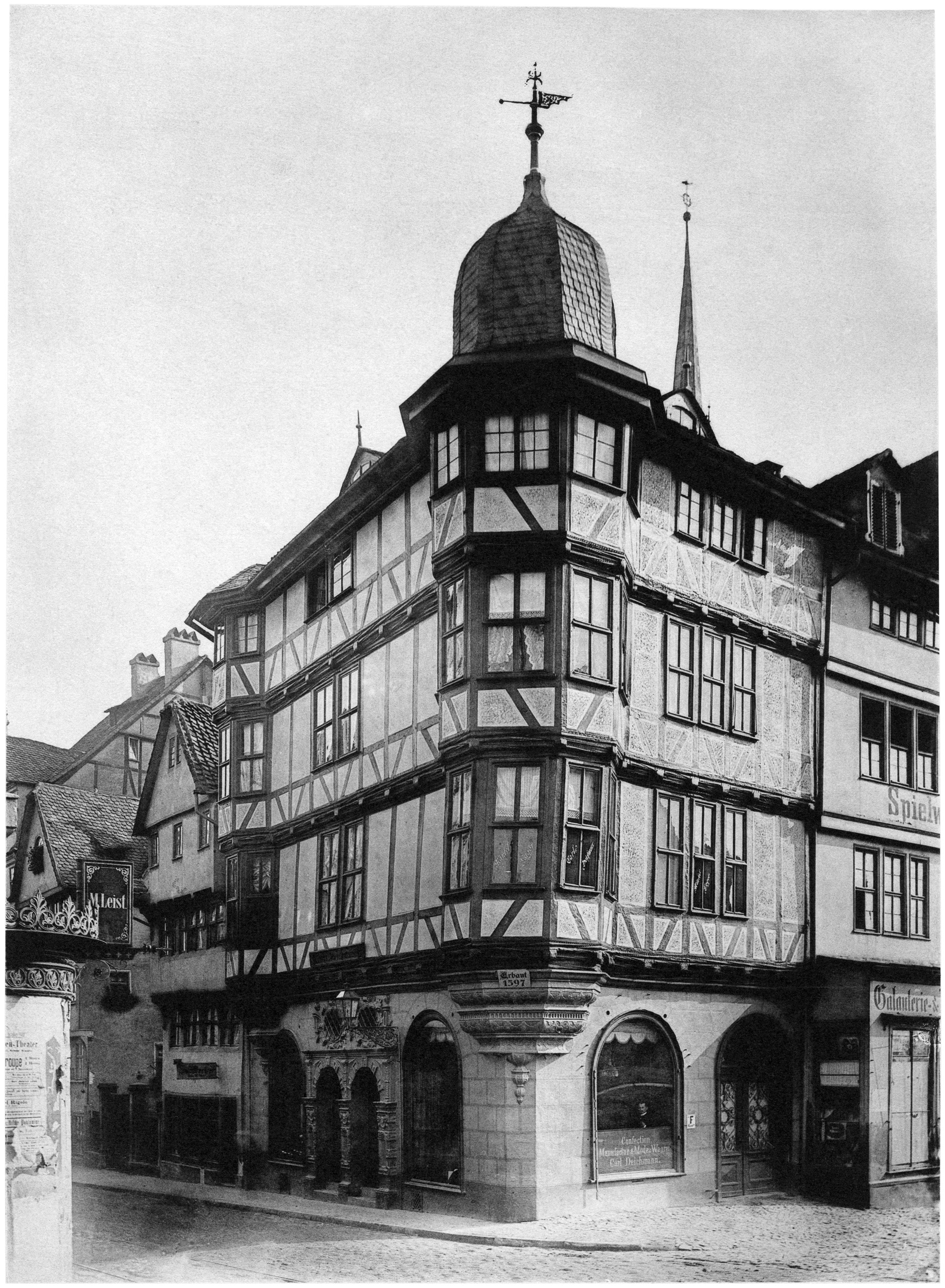
Das Deichmannhaus vom Marställer Platz aus gesehen. Aufnahme von Ludwig Bickell um 1890.

Das Deichmannhaus (Haus Brüderstraße 2) war ein Fachwerkgebäude der Kasseler Altstadt. Das Renaissancegebäude aus dem frühen 17. Jahrhundert stand bis zum Zweiten Weltkrieg an der Ecke Brüdergasse und Marställer Platz. 

## Baugestalt
Die drei Fachwerkstockwerke ruhten auf einem Erdgeschoss aus Sandstein. Ein aufwendiges Doppelportal bildete den Eingang zur Brüderstraße. Zwei polygonale Erker an den Ecken der Längsseite des Gebäudes prägten sein Erscheinungsbild. Der Erker zum Marställer Platz ruhte auf einer bereits in Formen der Hochrenaissance (Beschlagwerk, Zahnschnitt) reich ornamentierten Konsole. Das einst zeittypisch wohl ähnlich aufwendig ausgebildete Schmuckfachwerk der oberen Geschosse war jedoch offensichtlich im Zuge von Fenstereinbauten des frühen 19. Jahrhunderts verschwunden.

## Geschichte
Im Jahr 1410 wurde das Vorgängergebäude vom Kasseler Karmeliterkloster gekauft und als Zinshaus genutzt. Nach der Reformation in der Landgrafschaft Hessen-Kassel wurde das Gebäude 1603 vom landgräflichen Küchenmeister gekauft und 1605 durch den bis 1943 bestehenden Neubau ersetzt. In der späteren Zeit diente es unter anderem als Gasthof und Geschäftshaus. Einer der Besitzer war ab 1830 der Kaufmann Karl Deichmann, dessen Namen auf das Gebäude überging.
Das Gebäude brannte wahrscheinlich bei den Luftangriffen vom 22. Oktober 1943 bis auf den Keller nieder, heute verläuft auf dem Grundstück die stark verbreiterte Brüderstraße.